# Team Buddies
Team Buddies is een computerspel dat werd ontwikkeld door Psygnosis. Het spel kwam in 2000 uit voor de PlayStation. Het doel van Team Buddies is om zetpilachtige troepen te laten werken als een team om op die manier wapens en voertuigen te bouwen om de vijand uit te schakelen. Om het doel te bereiken moet ook de vijandelijke basis worden vernietigd.

## De Kratten
- Rode Kratten: Hiermee kunnen gewone wapens en voertuigen worden gebouwd op het stapelplatform.
- Blauwe Kratten: Hiemee kunnen superwapens en supervoertuigen worden gebouwd die beter zijn dan de rode.

## Teamkleuren en Type
- Rood
- Blauw
- Geel
- Oranje
- Groen
- Paars
- Roze
- Bruin

- Infantry
- Commando
- Medic
- Ninja
- Cyborg
- Stealthy
- Super Buddie

## De Wapens
- Uzi 9mm - (Rood)
- Uzi 12mm - (Blauw)

- Grenade - (Rood)
- Super Grenade - (Blauw)

- Bazooka - (Rood)
- Supazooka - (Blauw)

- Shotgun - (Rood)
- Shotgun Upgrade - (Blauw)

- Time Bomb - (Rood)
- Time Bomb Upgrade - (Blauw)

- Gatling Gun - (Rood)
- Super Gatling Gun - (Blauw)

- Pocket Rocket - (Rood)
- Super Pocket Rocket - (Blauw)

- Napalm Grenade - (Rood)
- Super Napalm Grenade - (Blauw)

- Flamethrower - (Rood)
- Flamejet - (Blauw)

- Fireball  -(Rood)
- Thunderball - (Blauw)

- Cluster Grenade - (Rood)
- Super Cluster Grenade - (Blauw)

- 4-Pack Rocket - (Rood)
- Super 4-Pack Rocket - (Blauw)

- Ice Gun - (Rood)
- Liquid Gun - (Blauw)

- Ice Grenade - (Rood)
- Super Ice Grenade - (Blauw)

- Orb Gun - (Rood)
- Liquid Nitro Gun - (Blauw)

- Tazer  -(Rood)
- Tazer Upgrade - (Blauw)

- Scrapnell Grenade - (Rood)
- Super Scrapnell Grenade - (Blauw)

- 4-Pack Missile - (Rood)
- Super 4-Pack Missile - (Blauw)

- Pocket Missile - (Rood)
- Super Pocket Missile - (Blauw)

- Lightning Grenade - (Rood)
- Super Lightning Grenade - (Blauw)

- Krypto Gun - (Rood)
- Super Krypto Gun - (Blauw)

- Laser Rifle - (Rood)
- Laser Cannon - (Blauw)

- Dam Buster - (Rood)
- Super Dam Buster - (Blauw)

- Pulse Rifle - (Rood)
- Pulse Cannon - (Blauw)

Er zijn nog 3 speciale wapens:
- Laser Gun
- Ankh
- Armageddon Barrel

## Multiplayer
In Multiplayer kan tegen andere spelers die zijn aangesloten op je console met behulp van een Multitap of tegen de computer worden gespeeld. 
Er zijn 3 spelsoorten.
- Death-Match: Hier moeten alle teams in de gekozen tijdslimiet geëlimineerd worden.
- Capture: De teams moeten het dier dat in hun 'stal' staat, meepakken en in hun 'teamstal' gooien om punten te verdienen. Het team dat de meeste punten behaalt wint.
- Domination: In Domination moeten de teams zo veel mogelijk tijdens de tijdslimiet de objecten aanraken die dan in hun teamkleur veranderen. Het team dat de meeste punten behaald wint.